# Ed Bogas
Edgard Bogas (San Francisco, 2 febbraio 1942) è un musicista statunitense, compositore di colonne sonore per film cinematografici e televisivi, in particolare d'animazione e per videogiochi.

## Biografia
Negli anni sessanta, Bogas è stato un membro del gruppo rock sperimentale e psichedelico The United States of America. Negli anni settanta ha composto le colonne sonore dei film d'animazione di Ralph Bakshi. Dopo la morte di Vince Guaraldi nel 1976, si è occupato della maggior parte delle colonne sonore degli speciali animati, lungometraggi e serie televisive dei Peanuts, attività conclusa nel 1989 con la serie This Is America, Charlie Brown. Dal 1982 ha iniziato a comporre le musiche per gli speciali e le serie televisive di Garfield, per i quali ha anche coscritto le canzoni assieme alla futura moglie Desirée Goyette e a Mark Evanier. Ha inoltre partecipato al doppiaggio cantato di tre episodi della serie Garfield e i suoi amici, nel ruolo di alcune formiche. Nello stesso periodo ha composto musiche di videogiochi per il Commodore 64. Bogas scrive musica per cinema e televisione con la sua compagnia di San Francisco Bogas Productions. Ha avuto due figli da Desirée Goyette.

## Colonne sonore (parziali)

### Cinema
- Black Girl (1972)
- Fritz il gatto (1972)
- Un giorno di paga (1973)
- Heavy Traffic (1973)
- Silence (1974)
- The Memory of Us (1974)
- Sunburst (1975)
- He Is My Brother (1975)
- Corri più che puoi Charlie Brown (1977)
- Love and the Midnight Auto Supply (1977)
- Buon viaggio, Charlie Brown (1980)
- La fuga di Eddie Macon (1983)
- Le avventure del piccolo tostapane (1987)

### Televisione
- È il tuo primo bacio, Charlie Brown (1977)
- Che incubo Charlie Brown (1978)
- Sei il più grande Charlie Brown! (1979)
- Lei è una brava pattinatrice Charlie Brown (1980)
- La vita è un circo (1980)
- È magico Charlie Brown (1981)
- Un giorno la troverai Charlie Brown (1981)
- A Charlie Brown Celebration (1982)
- Here Comes Garfield (1982)
- The Charlie Brown and Snoopy Show (1983-1985)
- Garfield on the Town (1983)
- È un'avventura Charlie Brown (1983)
- È un bracchetto flashdance (1984)
- Garfield in the Rough (1984)
- The Romance of Betty Boop (1985)
- Garfield In Disguise (1985)
- Sei un buon uomo, Charlie Brown (1985)
- Felice anno nuovo, Charlie Brown (1986)
- Garfield in Paradise (1986)
- A Garfield Christmas Special (1987)
- Snoopy!!! The Musical (1988)
- Garfield e i suoi amici (1988)
- Garfield: His 9 Lives (1988)
- This Is America, Charlie Brown (1988-1989)
- Garfield's Babes and Bullets (1989)
- Garfield's Thanksgiving (1989)

### Videogiochi
- Road Riot 4WD
- Psi-5 Trading Company
- Law of the West
- Action 52
- Hardball!
- Fox's Peter Pan and the Pirates
- Wordtris